# (4156) Okadanoboru
(4156) Okadanoboru ist ein Hauptgürtelasteroid, der am 16. Januar 1988 von Takuo Kojima an der Sternwarte in Chiyoda entdeckt wurde.
Der Asteroid wurde am 19. Februar 2006 nach dem japanischen Bergsteiger Noboru Okada (1953–2002?) benannt.